# Vjetroelektrana Poštak
Vjetroelektrana Poštak ili VE Poštak je je vjetroelektrana koja se nalazi se na području općine Gračac (u blizini Vjetroelektrane Velika Popina), a u pogon je puštena u listopadu 2017. Vjetroelektrana se sastoji od 13 Siemensova SWT 108 3,4 MW vjetroagregata, čime joj ukupna snaga iznosi 44,2 MW. Promjer lopatica rotora je 108 metara, visina osi vrtnje se nalazi na 79,5 metara. Krila lopatice se okreću od 6 do 16 okretaja u minuti. Vjetroagregati su priključeni na 110 kV razvodnu mrežu. Predviđa se proizvodnja od 110 GWh električne energije godišnje, što bi trebalo biti dovoljno za 26 000 kućanstava.

## Vjetroelektrane u Hrvatskoj
Vjetroelektrane u Hrvatskoj su započele svoj razvoj još 1988., kada je Končar postavio prvi vjetroagregat u brodogradilištu Uljanik, koji se i danas tamo nalazi, no onda je razvoj istoga obustavljen. Danas Končar ima postavljen prvi prototip svog modernog vjetroagregata na lokaciji Pometeno brdo u blizini Splita i pokušava uhvatiti korak s ostalim poznatim proizvođačima vjetroagregata.
Promatrajući karakteristike vjetra na prostoru Hrvatske, može se zaključiti da Hrvatska ima na desetke područja koja imaju zadovoljavajući vjetropotencijal za izgradnju elektrana. Mjerenja određenih karakteristika vjetra (brzina, smjer, učestalost) pokazala su kako je za iskorištavanje energije vjetra povoljnije područje Jadrana od kontinentalnog dijela Hrvatske. Stoga su prve hrvatske vjetroelektrane izgradene upravo na tom području.
U Hrvatskoj je trenutno 20 vjetroelektrana koje su u normalnom radu (kolovoz 2018.) i koje isporučuju električnu energiju u elektroenergetski sustav Hrvatske. Instalirana snaga svih vjetrolektrana je 570 MW, u radu je 254 vjetroagregata koji isporučuju godišnje oko 1 475 GWh električne struje. Za usporedbu Termoelektrana Plomin ima snagu 330 MW i isporučuje godišnje oko 2 173 GWh električne struje.

## Poveznice
- Vjetroelektrane u Hrvatskoj